# 绛曲基巧
绛曲基巧（藏語：བྱང་ཆུབ་སྤྱི་ཁྱབ་），簡稱絳基（藏語：བྱང་སྤྱི་），是西藏政府设置的一個基巧（類似中華人民共和國的地级行政區），在今日西藏自治区中部偏北那曲縣一帶。
絳曲基巧之地在清朝雍正以後被劃為於青海辦事大臣的青海地方管轄之下，為霍爾三十九族遊牧之地。1909年，被川滇邊務大臣趙爾豐「改土歸流」。1911年辛亥革命爆發後，趙爾豐斃命。西藏噶廈政府在拉薩宣佈獨立，並派兵佔領了這裡。1916年，以其地設立霍爾基巧。1942年，改名絳曲基巧。
辖黑河、申扎、朗如、朋己等四宗和当雄、白仓二谿。1954年撤销朋己宗，设旁多、达波错斯、达木曲柯尔三谿。1955年撤销基巧，辖区分别划归拉萨、黑河二办事处。